# Henning Schmidtke

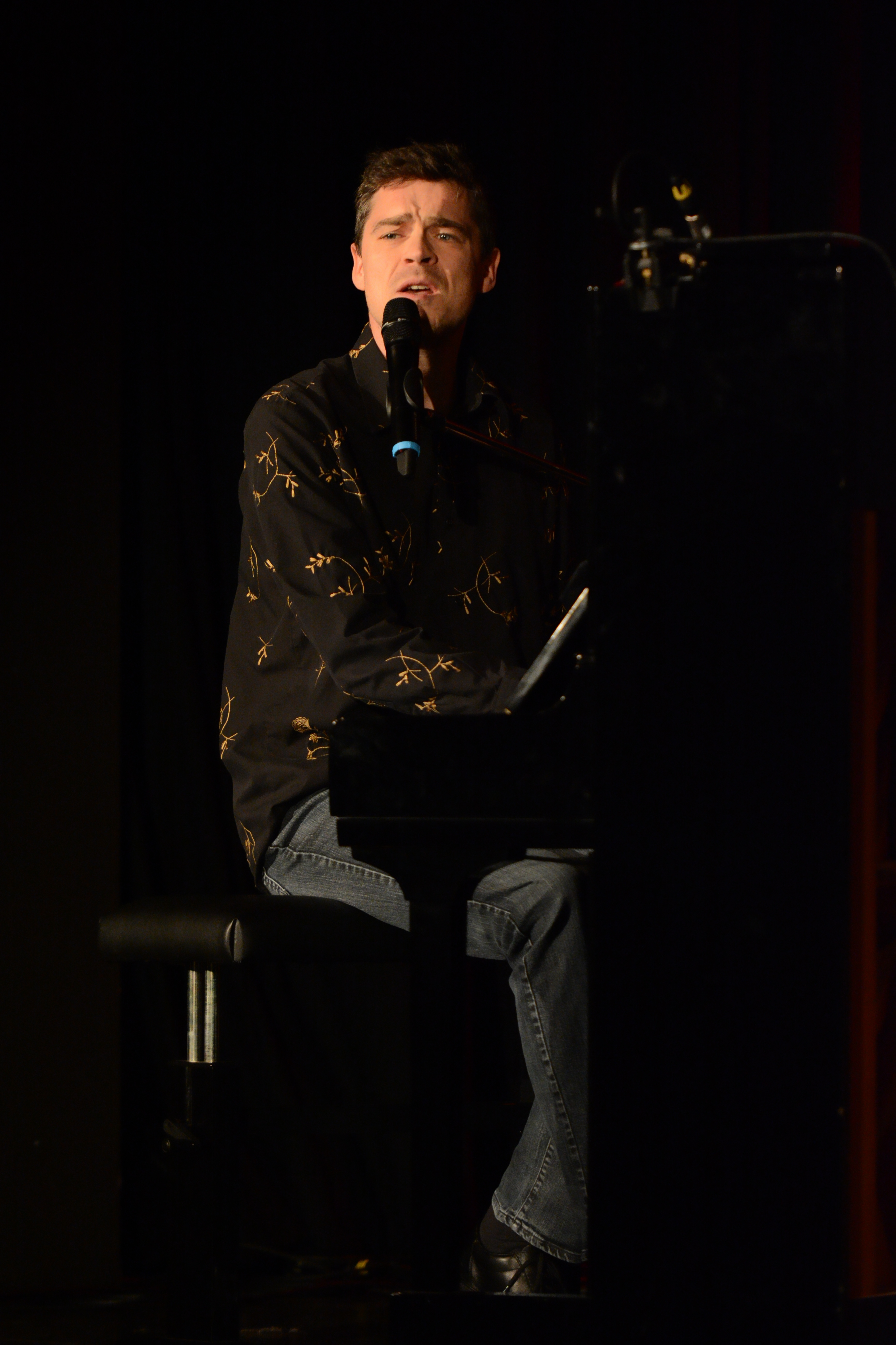
Henning Schmidtke bei einer Tourneevorstellung von Tegtmeiers Erben 2013 in der Stadthalle Mülheim

Henning Schmidtke (* 3. Februar 1970 in Northeim) ist ein deutscher Kabarettist, Musiker und Autor. In seinem Bühnenprogramm wechselt er zwischen Liedern und Wortbeiträgen im Stile des traditionellen Standup. Auch Rap und andere musikalische Formen gehören zu seinem Repertoire.

## Leben
Aufgewachsen ist Henning Schmidtke in Hattorf am Harz und hat in Herzberg am Harz das Ernst-Moritz-Arndt-Gymnasium besucht, das er 1989 mit dem Abitur abschloss. Schmidtke studierte Germanistik und Anglistik in Göttingen. In dieser Zeit spielte er Barpiano und gründete Bands mit unterschiedlicher musikalischer Ausrichtung. Er schrieb mehrere Jahre Artikel und Essays für den TagesSatz, ein Straßenmagazin für den Raum Kassel/Göttingen. Mit der Chanson-Rockband „Schneemann“ tourte Schmidtke, finanziert durch das Auswärtige Amt, 2002 durch Rumänien. Seit 2004 ist er ausschließlich Kleinkünstler, Musiker und Autor. Er textet und komponiert für Kollegen wie Hennes Bender („Erregt“) und Ausbilder Schmidt („Er kam, sah und brüllte“). Henning Schmidtke trat zunächst unter dem Namen „Kelvin von der Musikpolizei“ auf. Das Programm „Musikpolizei“ bestand zu großen Teilen aus berühmten Rocksongs, die er in unterschiedlichsten Stilrichtungen am Klavier präsentierte. Hierfür bekam er den Bochumer Kleinkunstpreis 2004.
Von 2001 bis 2010 begleitete er als Musiker Improtheatergruppen. Bei Improtheater-Festivals sorgte er auch für den Soundtrack kanadischer Gruppen wie The Crumbs, Scratch und Rapid Fire. Ebenso begleitete er die erste deutsche Improshow mit Puppen von Martin Reinl (Wiwaldi, Zimmer frei WDR), "Pfoten hoch!". Zusammen mit Ramona Schukraft produziert Henning Schmidtke Radio-Comedy für die Kinder-Redaktionen des öffentlich-rechtlichen Rundfunks, beispielsweise die Hörspiel-Serie "Jimmy Böndchen", im WDR, NDR und BR. Auch zur Langen Radionacht für Kinder der ARD hat er verschiedene Comedy-Beiträge produziert. Seit 2011 produziert Schmidtke den Interview-Podcast „Schön Reden“. Aus seinem Programm No Wumme, No Cry zeigte 3sat Ausschnitte.

## Bühnenprogramme
- 2005: Musikpolizei
- 2010: No Wumme, No Cry
- 2013: Hetzkasper – zu blöd für Burnout
- 2017: Egoland[2]
- 2023: Es ist nicht alles so scheiße, wie du denkst[3]

## Auszeichnungen
- Gewinner 8. Trierer Comedy Slam
- 2004: Bochumer Kleinkunstpreis
- 2005: Master Comedy Slam Trier, Finalist
- 2011: Comy, 2. Platz[4]
- 2011: St. Ingberter Pfanne, Finalist
- 2013: Tegtmeiers Erben, Jurypreis
- 2013: Stuttgarter Besen, Finalist[5]
- 2014: Prix Pantheon, Finalist[6]
- 2017: Hamburger Comedy Pokal, Finalist[7]
- 2022: sPEZIALiST 2021 und 2022 (Publikumspreis)[8]
- 2023: St. Ingberter Pfanne (Preis der Kultusministerin des Saarlandes, ermittelt von einer Jugendjury)[9]
- 2023: Weißenhorner Wölfchen[10]
- 2024: Lorscher Abt (Jurypreis und Publikumspreis)[11]
- 2024: Scharfrichterbeil[12]

## Fernsehen und Radio
Erste TV-Auftritte hatte Henning Schmidtke im Kölner Waschsalon Nightwash. Es folgten weitere Auftritte in Kabarettformaten und satirischen Radioshows.
Seit Januar 2013 ist Schmidtke als Kabarettist in der Sendung „Berlin Politix“ in ZDFinfo zu sehen. Er verarbeitet aktuelle politische Ereignisse in Form von 2-minütigen Einspielern, die zum Schluss einer jeden Sendung gezeigt werden.
- kabarett.com
- NightWash
- 3sat: Kabarett
- BR: Kabarett aus Franken
- SWR: Spätschicht
- WDR5: Unterhaltung am Wochenende
- DLF: Querköpfe
- BAYERN 1: Sommerreise
- ZDFinfo: Berlin Politix
- SWR1: Leute[14]

## Bibliografie
- Es ist nicht alles so scheiße, wie du denkst. Riva, München 2021. ISBN 978-3-7423-1360-7